# Pedra do Fogo-formatie
De Pedra do Fogo-formatie is een geologische formatie in het noordoosten van Brazilië die afzettingen uit het Perm omvat.  

## Locatie en ouderdom
De Pedra do Fogo-formatie ligt in het Parnaíba-bekken in het noordoosten van Brazilië. De Pedra do Fogo-formatie dateert uit het Kungurien en is ongeveer 278 miljoen jaar oud. De formatie is afgezet in een tropisch wetlandgebied met grote en kleinere meren, seizoensgebonden ondergelopen vlaktes en riviersystemen. Noordoostelijk Brazilië lag tijdens het Vroeg-Perm in het centrum van het supercontinent Pangea tegen West-Afrika aan.

## Fauna
Lang waren de mesosauriërs de enige goed bekende tetrapoden uit het Vroeg-Perm van Gondwana. Versteende voetsporen in Argentinië en een fragmentarisch fossiel van een amfibie in Namibië suggereerden echter al een grotere diversiteit. Vondsten in de Pedra do Fogo-formatie, gepubliceerd in 2015, tonen dit aan en wijzen op een uitgestrekt (sub)tropisch bioom op Pangea in het Vroeg-Perm, voordat de droge omstandigheden begonnen te overheersen in het verdere verloop van het Perm. 
In de bovenste lagen van de formatie zijn fossielen van onder meer grote kraakbeenvissen en het grote visetende amfibie Prionosuchus plummeri gevonden. De onderste lagen hebben fossielen van verschillende amfibiesoorten opgeleverd, evenals dat van een reptiel, primitieve straalvinnige vissen en omnivore longvissen.  De paleofauna vertoont overeenkomsten met die van Noord-Amerika, wat er op wijst dat de verspreiding van diersoorten en in het bijzonder tetrapoden naar Gondwana al in een vroege fase van het Perm plaatsvond. Alle amfibieën uit de Pedra do Fogo-formatie behoren tot de Temnospondyli. Timonya annae uit de Dvinosauria was een kleine carnivoor. Procuhy nazariensis behoort tot de Trimerorhachidae en was een middelgroot roofdier. De toppredator was een niet nader te classificeren dier uit de Rhinesuchidae. Het reptiel uit de Pedra do Fogo-formatie is Captorhinus aguti, een herbivoor behorend tot de Captorhinidae.